# Scutigera
Scutigera Lamarck, 1801 é um género de artrópodes miriápodes carnívoros da classe dos Chilopoda. O nome genérico deriva da presença de espessamentos quitinosos ao longo da região dorsal que aparentam ser escudos. Os animais deste género são extramemente rápidos e ágeis, capazes de trepar rapidamente superfícies verticais, perseguindo activamente as suas presas, as quais são maioritariamente pequenos insectos e aranhas. A espécie sinantrópica Scutigera coleoptrata é actualmente considerada como tendencialmente cosmopolita.